# Marcos Madrigal
Marcos Madrigal (Buenos Aires, 27 de agosto de 1916 - 5 de noviembre de 2010) fue un músico bandoneonista argentino.

## Biografía
El primer maestro que tuvo fue un tío suyo, español, que había tocado la tuba en la banda de su pueblo, Cebreros (Provincia de Ávila), él le enseñó teoría musical y solfeo.
Luego en la fonda de su padre tocaba el bandoneón un vecino, y eso le gustaba tanto a su padre que hizo los arreglos para que su hijo estudiara con él. Este señor se llamaba Fernando, y nunca se supo su apellido, y fue quien le enseñó a conocer el instrumento y principalmente el teclado. Después pasó por algunas academias, siguió estudiando solo, y se fue formando en conjuntos de barrio tocando en fondas, cafés, palcos de mercados, etc.
A los veinte años integró la primera orquesta de Osvaldo Pugliese, luego éste lo recomendó a Horacio Salgán que formó un trío con Gregorio Suriff (violín) para acompañar a la cancionista Carmen Duval en actuaciones radiales. Además integró las orquestas de: Elvino Vardaro, en distintas épocas, Francisco Lomuto, Julio de Caro, Horacio Salgán, en distintas épocas, Héctor Stamponi, Carlos Figari, Argentino Galván, Alfredo Gobbi, Joaquín do Reyes, Alberto Nery con quien viajó a Brasil en una embajada artística entre los que estaba Pepe Biondi, en ese momento acróbata, y luego un cómico de gran éxito televisivo, además, 17 años en el programa de televisión Grandes valores del tango. Viajó a Japón con Carlos García e integró diversos grupos más. Participó en grabaciones de varias de estas orquestas.
A los veintiséis años comenzó su tarea como profesor. Tuvo como alumnos a Ernesto Baffa y José Libertella, que eran muy jóvenes, y prosiguió hasta hoy, pasando por sus clases gran cantidad de alumnos entre los que se cuentan: Dino Saluzzi, Esteban Gilardi, Nicolás Paracino, Rufo Herrera, Carlos Niesi, Miguel Ángel Nicosia, Osvaldo Filomeno, Carlos Buono, Marcelo Nisinman,  Carlos Viggiano, Víctor Hugo Villena, Matías González, Gabriel Fernández, Gabriel Merlino, Mercedes Krapovickas, Pablo Ciliberto y Julio Coviello, entre otros. Además, dando cortas e intensas clases a gente del interior del país como del extranjero. Escribió un método de estudio para quien se inicia y para perfeccionamiento ya publicado.